# Valerija Galić
Valerija Galić (* 13. Oktober 1956 in Split, Jugoslawien) ist eine bosnisch-herzegowinische Juristin. Seit 2002 ist sie Richterin am Verfassungsgericht von Bosnien und Herzegowina und war von 2012 bis 2012 und von 2022 bis 2024 dessen Präsidentin.

## Leben und Wirken
Galić studierte Rechtswissenschaften an der Universität Sarajevo. Nach einem Praktikum 1981 beim Sekretariat für Gesetzgebung des damaligen Exekutivrats der Nationalversammlung nahm sie die Weiterbildung zur Richterin am Stadtgericht I in Sarajevo auf. Nach ihrem Staatsexamen arbeitete sie zunächst als Rechtspflegerin, dann als Beraterin und stellvertretende Sekretärin für Gesetzgebung im Exekutivrat der Nationalversammlung. 1996 wurde sie zur Sekretärin des Büros für Gesetzgebung der Föderationsregierung von Bosnien und Herzegowina ernannt. Als solche war sie Mitglied mehrerer Arbeitskommissionen, die mit der Ausarbeitung systemischer Gesetze in verschiedenen Bereichen beauftragt waren. Als Vertreterin von Bosnien und Herzegowina nahm sie an verschiedenen internationalen Fachtagungen teil und war als Prüferin des Ausschusses für die Anwaltszulassung tätig. Im Mai 2002 wurde Galić zur Richterin des Verfassungsgerichts von Bosnien und Herzegowina ernannt. Von 2006 bis 2012 war sie in zwei konsekutiven Wahlperioden Vizepräsidentin des Gerichts. 2012 wurde sie zu dessen Präsidentin gewählt. Ihre erste Amtszeit endete 2015. Von 2022 bis 2024 fungierte sie ein zweites Mal als Präsidentin. Seit 2024 ist sie erneut Vizepräsidentin des Gerichts.